# Ambahita
Ambahita est une commune urbaine malgache située dans la partie nord de la région d'Androy.

## Économie
Dans cette contrée l'école n'est obligatoire que jusqu'à l'école primaire.
Sur les 14 000 habitants que compte la commune, 90 % travaillent dans l'agriculture, 8 % dans l'industrie et 2 % dans les services.
Les cultures les plus importantes sont le riz et la canne à sucre, cependant d'autres importants produits sont cultivés comme les cacahouètes et le manioc.